# Contarinia maculipennis
Contarinia maculipennis är en tvåvingeart som beskrevs av Ephraim Porter Felt 1933. Contarinia maculipennis ingår i släktet Contarinia och familjen gallmyggor. Inga underarter finns listade i Catalogue of Life.